# Savages (film)
Savages är en amerikansk kriminal-thrillerfilm från 2012 i regi av Oliver Stone.

## Handling
I en idyllisk surfstad i Kalifornien har en hänsynslös mexikansk drogkartell fått upp ögonen för två bästisar som ägnar sig åt marijuanaförsäljning. De två vännerna startar ett krig de omöjligt kan vinna och tvingas delta i ett grymt spel för att rädda flickan de älskar.

## Medverkande i urval
- Taylor Kitsch – Chon
- Blake Lively – Ophelia "O" Sage
- Aaron Taylor-Johnson – Ben
- John Travolta – Dennis Cain
- Benicio del Toro – Miguel "Lado" Arroyo
- Salma Hayek – Elena Sánchez
- Demián Bichir – Alex Reyes
- Sandra Echeverría – Magdalena Sánchez
- Emile Hirsch – Spin